# TTS 4
TTS-4 (Test and Training Satellite 4), também conhecido como TETR 4, foi um satélite artificial estadunidense lançado em 29 de setembro de 1971 por meio de um foguete Delta N a partir da Estação da Força Aérea de Cabo Canaveral.

## Características
O TTS-4 foi um dos membros de sucesso da família de satélites ERS (Environmental Research Satellites), pequenos satélites lançados como carga secundária junto com satélites maiores para fazer testes de tecnologia e estudos do ambiente espacial. O TTS-4 foi lançado no mesmo foguete que o satélite OSO 7 e expulso após o primeiro minuto da ignição do terceiro estágio. Sua função foi servir de satélite de treinamento para as estações terrestres atribuídas ao projeto Apollo antes da missão Apollo 16, para o qual levava a bordo um transponder de 0,5 watts em banda S. Tinha forma de octaedro de cerca de 30 cm de lado e a alimentação elétrica era fornecida por células solares que recobriam a superfície do satélite e recarregavam as baterias de bordo, de níquel-cádmio. O TTS-4 foi injetado em uma órbita inicial de 571 km de apogeu e 391 km de perigeu, com uma inclinação orbital de 33,0 graus e um período de 94,3 minutos. Reentrou na atmosfera em 19 de setembro de 1978.